# 阿沃耶尔堂区 (路易斯安那州)
阿沃耶爾堂區（英語：Avoyelles Parish）是位於美國路易斯安那州中部的一個堂區。面積2,242平方公里。根據美國2000年人口普查，共有人口41,481人。治所馬克斯維爾特（Marksville）。
成立於1807年3月31日。縣名以阿沃耶爾人命名（意思可能是「岩石民族」或「燧石民族」）。